# Берген-Бельзен
Берген-Бельзен — транзитний табір поблизу села Берген у Нижній Саксонії на півночі Німеччини, що діяв з квітня 1943 по квітень 1945 року. Табір був розташований на дорозі з Целле до Гамбургу. Спочатку був невеликим і діяв як транзитний табір. Його першим директором був гауптштурмфюрер СС Адольф Гаас. Його попереднім призначенням був концтабір Нідергаген (Вевельсбург) поблизу м. Падерборн. У листопаді 1944 табір Берген-Бельзен було збільшено і перетворено в регулярний концтабір. Тоді ж головним директором цього концтабору було призначено гауптштурмфюрера СС Йозефа Крамера, котрого перевели сюди з Аушвіц і який працював в концтаборах з 1934 року.

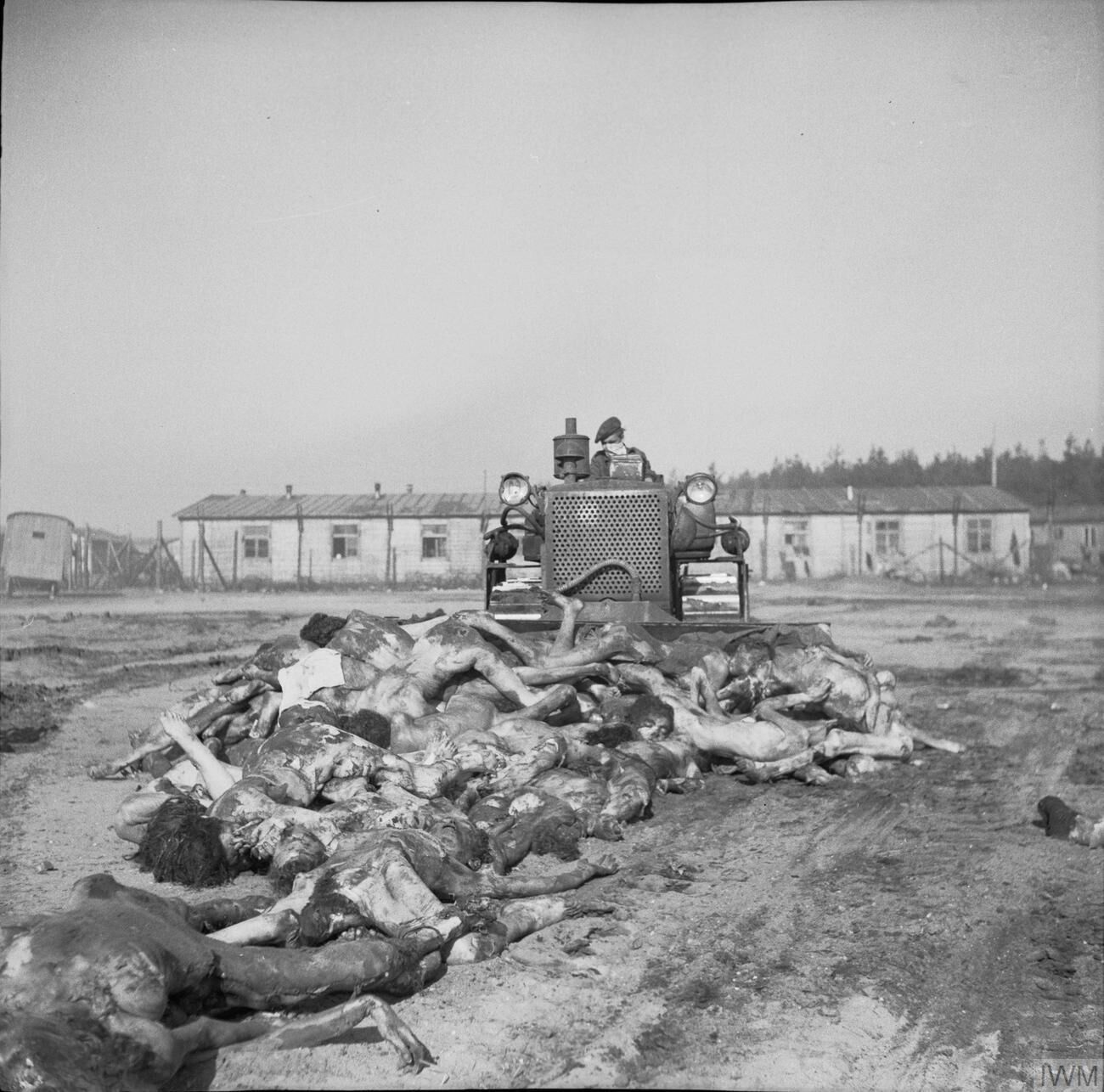
Бульдозер згортає трупи в'язнів Берген-Бельзену в масову могилу, 19 квітня 1945, часи визволення табору британцями

Усі «фюрерські» (керівні) посади займали німці — члени СС, так звані майстри (пани). Тоді на посади до яких стосувався титул «Алтестер», як наприклад «Блокалтестер», давалися як правило звичайним німецьким злочинцям які привозилися сюди з цивільних тюрем з цією метою — їх називали префектами.

У Бельзені не було газових камер, але тим не менш люди гинули від хвороб. В останні місяці існування табору нестача харчів була такою гострою, що в'язні вдалися до канібалізму (людоїдства). Колишній британський ув'язнений табору при подачі свідчень на суді керівництва табору, засвідчив, що при чистці зони від мертвих тіл, кожне десяте тіло мало відірваний кусок від стегон чи інших частин тіла, які брали щоби з'їсти, і що він особисто бачив людей в акті людоїдства.

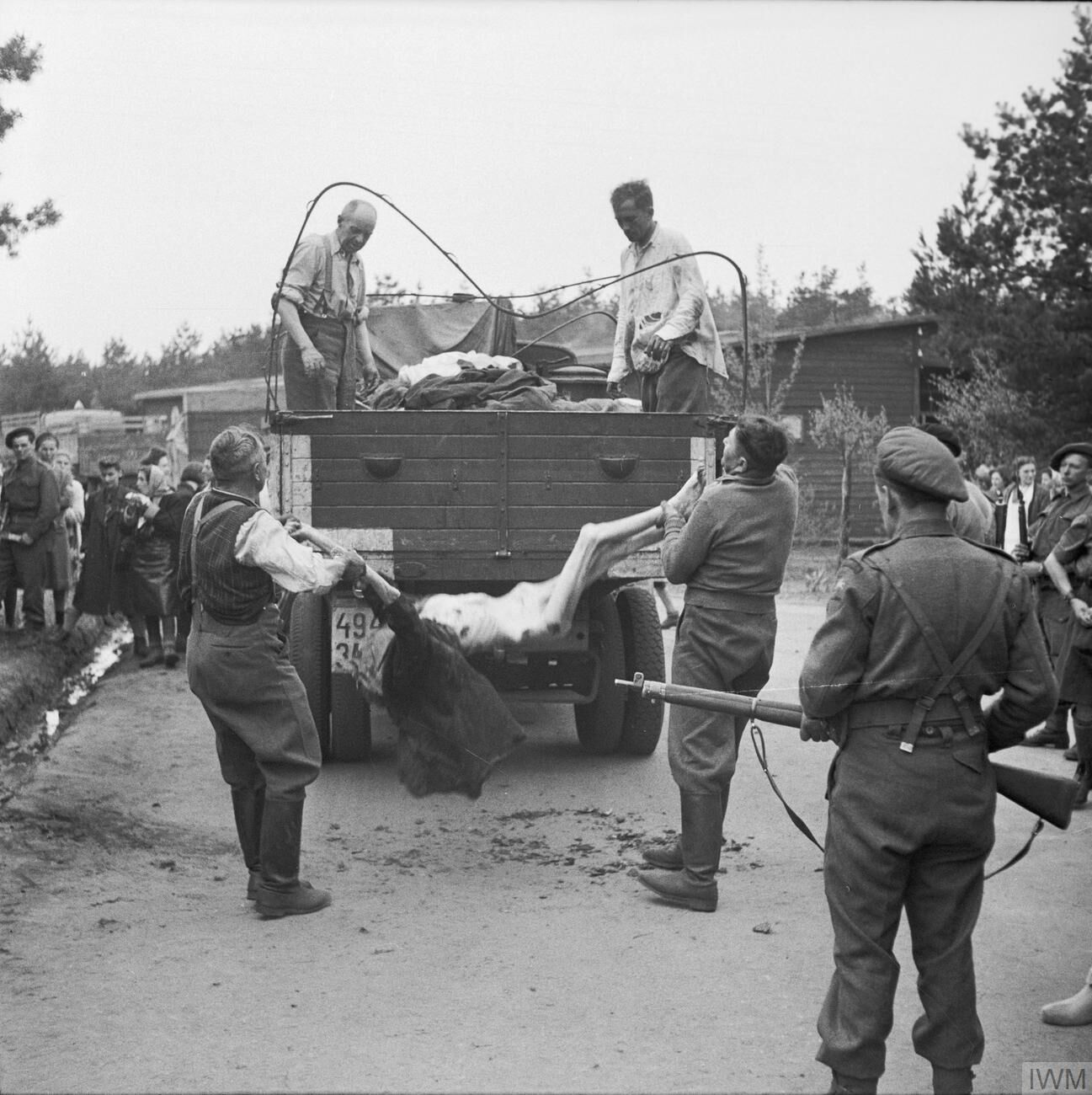
Після визволення табору колишні охоронці були змушені вантажити трупи для подальшого поховання в травні 1945 року

Берген-Бельзен виконував функції «депо» для хворих в'язнів з концтаборів, фабрик, ферм, та для вивезених осіб з цілої північно-західної Європи. Без сумніву, в Берген-Бельзен перебувало і загинуло сотні українців. Деякі українські вебсайти говорять, що в Бельзені українці становили 45 % в'язнів. Всього, в цьому концтаборі загинуло бл. 50 000 євреїв, чехів, поляків, анти-нацистських християн, гомосексуалів, ромів. Тут загинув чеський маляр та письменник Йозеф Чапек (десь у квітні 1945).

## Звільнення Берген-Бельзена британцями
Берген-Бельзен звільнили британські солдати 15 квітня 1945 року. Британського капітана Сінгтона при воротах табору зустрів німецький нацист, директор табору Йозеф Крамер, який повідомив, що в таборі номер 1 знаходилося 40 000 в'язнів і ще 15 000 у таборі номер 2. Усі вони становили 99 % ув'язнених і походили з кожної країни, окупованої німцями з 1939 року. В одному з відділів знаходилося 8 000 в'язнів-чоловіків, серед яких ширився тиф. В іншому було 23 000 жінок посеред багатьох лежачих навколо трупів. 70 % звільнених в'язнів вимагали госпіталізації; імовірно, що серед них ще близько 10 000 померли перед тим, як досягли лікарень.
Коли бригадний генерал Ґлин Х'юз, заступник директора медичних послуг Британської армії Рейну, вступив у табір кілька годин після підполковника Тейлора, умови, які він побачив, було навіть важко уявити. "Жоден опис чи фотографія", — він сказав, — «не могли б передати жахів, що були там, назовні від бараків, і страшні сцени всередині були набагато гіршими».
За короткий час після прибуття британців у Берген-Бельзен було знято фільм, який було показано на суді Бельзенських злочинців у м. Люнеберг. На цьому суді, перед показом фільму, британський полковник Т. М. Блокгаус сказав:
Цей фільм дасть вам деяку уяву умов та деградації до якої може спуститися людський розум. Ви побачити тисячі трупів лежачих навколо і стан тіл. Ви теж побачити добре одягненних есесівців, розміщених там. Ви побачите людей, що ловлять рибу у воді з бляшанками в малому поємнику. Що ви побачите — це те що вода була забруднена і в ній були мертві тіла. Це була — єдина вода доступна для пиття. Ви побачите мертвих; ви побачите живих, і ви побачите в дійсності вмираючих. Що фільм не може передати це огидний запах, бруд та убогість всього місця що виносився високо в небо.
Цей ж фільм було показано публіці німців в Люнебергу. Виявилося, що для багатьох з них він спричинив чималу забаву, і багато з них думали, що це пропаганда. За декілька тижнів до визволення табору в Берген-Бельзен загинула єврейська дівчинка з Нідерландів Анне Франк, її щоденник став всесвітньо відомим і перекладений десятками мов.

## Загиблі у концтаборі
- Анна Франк (12.06.1929 — ??.03.1945) — єврейська дівчинка з Нідерландів. Її щоденник став всесвітньо відомим, його перекладено десятками мов;